# NGC 1515A
NGC 1515A (другие обозначения — ESO 156-34, FAIR 397, PGC 14388) — спиральная галактика с перемычкой (SBb) в созвездии Золотая Рыба.
Этот объект не входит в число перечисленных в оригинальной редакции «Нового общего каталога» и был добавлен позднее.